# Anomalies
Anomalies – czwarty album studyjny amerykańskiej grupy muzycznej Cephalic Carnage.
Wydawnictwo ukazało się 15 marca 2005 roku nakładem wytwórni muzycznej Relapse Records.

## Lista utworów
Opracowano na podstawie materiału źródłowego.
1. "Scientific Remote Viewing" - 02:19
2. "Wraith" - 02:50
3. "Counting the Days" - 03:54
4. "The Will or the Way" - 02:11
5. "Piecemaker" - 05:36
6. "Enviovore" - 03:01
7. "Dying Will Be the Death of Me" - 04:42
8. "Inside Is Out" - 03:54
9. "Sleeprace" - 02:46
10. "Kill for Weed" - 02:18
11. "Litany of Failure" - 02:25
12. "Ontogeny of Behavior" - 09:50

## Twórcy
Opracowano na podstawie materiału źródłowego.
- John - perkusja
- Leonard - śpiew
- Steve - gitara
- Zac - gitara
- Jawsh - śpiew, gitara basowa